# Perpetuum Mobile (Einstürzende Neubauten)
Perpetuum Mobile è il nono album del gruppo musicale tedesco Einstürzende Neubauten, pubblicato nel 2004 dalla Mute Records.

## Tracce
1. Ich gehe jetzt – 3:31
2. Perpetuum Mobile – 13:41
3. Ein leichtes leises Säuseln – 4:31
4. Selbstportrait mit Kater – 6:12
5. Boreas – 3:59
6. Ein seltener Vogel – 9:14
7. Ozean und Brandung – 3:44
8. Paradiesseits – 4:07
9. Youme & Meyou – 4:39
10. Der Weg ins Freie – 4:04
11. Dead Friends (Around the Corner) – 5:14
12. Grundstück – 3:41

## Formazione
- Blixa Bargeld - voce
- N.U. Unruh - percussioni
- Jochen Arbeit chitarra
- Rudolf Moser percussioni
- Alexander Hacke – basso